# Iuri Patrikeev
Iuri Patrikeev (n. 28 septembrie 1979, Kirovo-Chepetsk, RSFS Rusă, URSS) este un luptător ce a reprezentat Rusia, medaliat olimpic. A participat la 2 ediții ale Jocurilor Olimpice (2008, 2012) în care a câștigat o medalie de bronz.